# Villa Aureggi
Villa Aureggi è una storica residenza eclettica di Lenno sul lago di Como in Italia.

## Storia
La villa venne eretta nel 1886 su commissione di Bernardo Aureggi, allora sindaco del comune di Lenno, ed è rimasta di proprietà dei discendenti fino al 2022.

## Descrizione
Affacciata sul golfo di Venere, la villa sorge sul lungolago del centro abitato di Villa a Lenno ed è circondata da un ampio giardino privato arricchito da essenze ornamentali tra cui una grande magnolia, una rara pianta di osmanto e siepi di alloro.
Il prospetto rivolto verso il lago, caratterizzato da una simmetria formale e scandito da lesene angolari ed elementi in bugnato rustico nel piano terra, è costituito da un corpo centrale sporgente, sviluppato su tre piani e sormontato da un timpano curvilineo, e da due corpi di fabbrica laterali più bassi. Le aperture sono distribuite secondo un ritmo regolare e sono ornate da cornici geometriche. Le due aperture centrali del primo piano dispongono di un balconcino con una ringhiera in ferro battuto.
Nella parte retrostante della proprietà sorgono altri due corpi di fabbrica più bassi, un tempo adibiti a locali di servizio. Uno di questi era un tempo collegato alla Torre di Villa svolgendo quindi una funzione militare.